# Koji Hirose
Koji Hirose (廣瀬 浩二 Hirose Koji?, nacido el 13 de marzo de 1984 en Kioto) es un futbolista japonés que se desempeña como delantero.

## Trayectoria

### Clubes
| Club       | País  | Año         |
| ---------- | ----- | ----------- |
| Sagan Tosu | Japón | 2006 - 2009 |
| Tochigi SC | Japón | 2010 -      |

## Estadística de carrera

### J. League
| Club       | Año   | J. League | J. League | Copa J. League | Copa J. League | Total | Total |
| Club       | Año   | Part.     | Goles     | Part.          | Goles          | Part. | Goles |
| ---------- | ----- | --------- | --------- | -------------- | -------------- | ----- | ----- |
| Sagan Tosu | 2006  | 35        | 4         | -              | -              | 35    | 4     |
| Sagan Tosu | 2007  | 33        | 3         | -              | -              | 33    | 3     |
| Sagan Tosu | 2008  | 24        | 5         | -              | -              | 24    | 5     |
| Sagan Tosu | 2009  | 31        | 3         | -              | -              | 31    | 3     |
| Tochigi SC | 2010  | 33        | 3         | -              | -              | 33    | 3     |
| Tochigi SC | 2011  | 32        | 1         | -              | -              | 32    | 1     |
| Tochigi SC | 2012  | 41        | 11        | -              | -              | 41    | 11    |
| Tochigi SC | 2013  | 42        | 7         | -              | -              | 42    | 7     |
| Tochigi SC | 2014  | 40        | 7         | -              | -              | 40    | 7     |
| Tochigi SC | 2015  | 36        | 3         | -              | -              | 36    | 3     |
| Tochigi SC | 2016  | 30        | 5         | -              | -              | 30    | 5     |
| Tochigi SC | 2017  | 13        | 2         | -              | -              | 13    | 2     |
| Total      | Total | 390       | 54        | 0              | 0              | 390   | 54    |